# Kürt (keresztnév)
A Kürt régi magyar személynév, az egyik honfoglaló magyar törzs nevéből származik, ami török eredetű, a jelentése valószínűleg hógörgeteg, lavina.

## Gyakorisága
Az 1990-es években szórványos név, a 2000-es években nem szerepel a 100 leggyakoribb férfinév között.

## Névnapok
- február 14.[2]
- február 19.[2]